# Watson (Minnesota)
Pour les articles homonymes, voir Watson.
Watson est une ville américaine située dans le Comté de Chippewa, dans le Minnesota. Selon le recensement de 2010, sa population est de 205 habitants.